# Pascal Racan
 (janvier 2012).
Pour les articles homonymes, voir Racan.
Christian Herinckx, dit Pascal Racan, est un acteur belge, né en 1952 à Léopoldville (Congo belge).
Premier Prix du Conservatoire d'art dramatique de Bruxelles dans la classe de Claude Étienne, Pascal Racan a obtenu l'Ève du Théâtre (1986) et le Challenge Theatra.

## Biographie
Christian Herinckx naît à Léopoldville au Congo belge (aujourd'hui Kinshasa en République démocratique du Congo), où son père travaille alors pour l'Union minière, puis il arrive en Belgique à l'âge de 6 mois. Issu d'une famille uccloise ultra-catholique et plutôt rigide dans son éducation, il est louveteau puis scout à la meute de l'Annonciation d'Ixelles, suit des études au collège Saint-Pierre d'Uccle, il choisit d'étudier l'éducation physique pour devenir prof de sports et satisfaire ses parents.
Pourtant, dès ses 15 ans, une autre idée lui trotte en tête. « Un jour, pour mon anniversaire, mes frères m'ont invité à voir Marcel Marceau. Par la suite, j'ai appris le mime tout seul, avec des bouquins. J'allais dans les homes pour enfants défavorisés ou pour personnes âgées. Puis, j'ai commencé à jouer le soir dans des cabarets, comme le Grenier aux Chansons. Comme mes parents ne pouvaient pas le savoir, je sortais en catimini de ma chambre par une échelle. Ce que je gagnais remboursait à peine le prix du tram. »[réf. nécessaire]
L'artiste en herbe choisit son pseudo sur la base d'un sondage dans son école d'éducation physique : « J'avais fait une liste de grands auteurs comme Henri Michaux, Blaise Pascal, ou encore Honorat de Bueil de Racan, le poète du XVIe siècle. Puis, j'ai fait circuler en classe une feuille avec toutes les compositions possibles, pour demander l'avis de mes camarades sur le nom qui m'irait le mieux. Quand la feuille est revenue, il y avait vingt croix en face de Pascal Racan. Je l'ai tout de suite adopté. Je crois qu'avec les quatre "a", ça se retient bien. »[réf. nécessaire]
Le nom de scène trouvé, sa carrière peut commencer. Le Conservatoire royal de Bruxelles, d'abord, dans la classe de Claude Étienne qui lui propose, dès sa première année, de jouer Néron dans Britannicus. Un rôle qui ne se refuse pas et qui marquera le début d'une longue carrière : à raison de quatre à cinq pièces par an, dans tous les registres, Racan se fait une place dans le cœur du public.
« J'ai été longtemps attaché à de grandes maisons, comme le Théâtre royal des Galeries, mais aujourd'hui, j'ai envie d'expériences nouvelles dans de petits lieux »[réf. nécessaire], souligne celui que l'on a pu voir dans Le Flamand aux longues oreilles au Théâtre du Méridien ou Saison One au Théâtre de la Toison d'Or.
Il a joué sur toutes les scènes belges, du Théâtre royal des Galeries au Théâtre national, en passant par le Théâtre royal du Parc, dans plus de 200 pièces en 25 ans de métier. Il participe régulièrement au spectacle monté en été à l'Abbaye de Villers-la-Ville.
Il a un fils, Gabriel, né le 10 novembre 2002.

## Sélection de rôles au théâtre
2001
- Charles IX dans La Reine Margot d'Alexandre Dumas, mis en scène par Stephen Shank, monté à l'Abbaye de Villers-la-Ville, 2001. Cette pièce a fait l'objet d'une captation et est disponible sur DVD.

2007
- Jean Valjean dans Les Misérables, Abbaye de Villers-la-Ville, 2002.
- le professeur Abraham van Helsing, dans l'adaptation théâtrale de Dracula, d'après Bram Stoker, à l'abbaye de Villers-la-Ville, été 2007

2008
- Le Prince de Gonzague dans Le Bossu de Paul Féval, adapté par Éric-Emmanuel Schmitt, du 17 juillet au 10 août 2008, Abbaye de Villers-la-Ville. Il remplace Michelangelo Marchese qui a lui-même repris le rôle de Lagardère. Philippe Résimont, qui interprétait Lagardère, n'a pu terminer l'été à la suite d'un accident[3].

2010
- Toc Toc, de Laurent Baffie, Centre culture d'Uccle.

2011
- Guillaume de Baskerville dans Le Nom de la rose, Abbaye de Villers-la-Ville, été 2011.
- Jean Valjean dans Les Misérables, au pied de la Butte du Lion, 2011.
- Amen de Rolf Hochhuth, adaptation de Fabrice Gardin, mise en scène de Jean-Claude Idée, Théâtre royal des Galeries, du 26 octobre au 20 novembre 2011.
- Palace, Théâtre royal des Galeries, 2011.

2012
- Notre Dame van Parijs, d'après Victor Hugo, mis en scène par Daniel Hanssens.
- Saint-François le Jongleur de Dario Fo, du 28 février au 17 mars 2012 à la chapelle de Boendael et au Centre Culturel d’Uccle le 29 mars 2012.
- Don Camillo de Giovanni Guareschi, adapté par Patrick de Longrée, mis en scène par Jean-Claude Idée, du 10 juillet au 18 août 2012, Abbaye de Villers-la-Ville[4]

- Kean dans Kean d'Alexandre Dumas
- Fracasse dans Le Capitaine Fracasse de Théophile Gautier
- Tête d'or dans la pièce éponyme de Paul Claudel
- Ivanov dans la pièce éponyme d'Anton Tchekhov
- Alceste dans Le Misanthrope de Molière
- Scapin dans Les Fourberies de Scapin de Molière
- Elkerlyck dans le spectacle éponyme
- Christophe Colomb dans la pièce éponyme de Charles Bertin
- Danton dans Pauvre Bitos de Jean Anouilh
- Le roi Claudius dans Hamlet de Shakespeare
- Le duc d'Albe dans Egmont de Goethe
- Pierre Brochant dans Le Dîner de cons de Francis Veber, avec Daniel Hanssens
- Arnolphe dans L'École des femmes de Molière
- Arturo Ui dans la pièce éponyme de Bertolt Brecht
- Las Casas dans La Controverse de Valladolid de Jean-Claude Carrière
- Porthos dans Les Trois Mousquetaires d'Alexandre Dumas
- Pignon dans L'Emmerdeur de Francis Veber
- Pacarel dans Chat en poche de Georges Feydeau
- Le colonel dans Mort sur le Nil d'Agatha Christie
- Cyrano dans Cyrano de Bergerac d'Edmond Rostand
- Georges dans La Cage aux folles de Jean Poiret.
- Espagne : à la croisée des chemins, mis en scène par Bernard Lefrancq, Centre culturel d'Uccle.
- Le Flamand aux longues oreilles au Théâtre du Méridien.
- Saison One au Théâtre de la Toison d'Or.
- Silence en coulisses !
- La danse de l'albatros de Gérald Sibleyras, Théâtre royal du Parc.

## Mise en scène
- Le Bossu d'après Paul Féval, été théâtral de Villers-la-Ville, 2008.
- L’envoûtement de Jean-Pierre Dopagne, Théâtre Mercelis, octobre 2009[5].
- Milady d'après Alexandre Dumas, été théâtral de Villers-la-Ville, 2010.

## Télévision
- Jacques Leveau, Jamais peinard, RTL-TVI, 2011.

## Doublage

### Cinéma

#### Films
- Francesc Orella dans :
  - De chair et d'os (2019) : Fermín Montes
  - Une offrande à la tempête (2020) : Fermín Montes
- 1944 : La Maison de Frankenstein : Dr Gustav Niemann (Boris Karloff) (doublage DVD)
- 1996 : Los Angeles 2013 : le commandant Malloy (Stacy Keach)
- 2006 : Seraphim Falls : le capitaine Gideon (Pierce Brosnan)
- 2007 : Le Noël de Denis la Malice : M. George Wilson (Robert Wagner)
- 2018 : Back to School : Gerald (Keith David)

#### Films d'animation
- 2009 : Le Gruffalo : le Gruffalo[6]
- 2015 : Oups ! J'ai raté l'arche... : Lion
- 2019 : One Piece: Stampede : Fujitora
- 2020 : Oups ! J'ai encore raté l'arche... : Lion

### Télévision

#### Séries télévisées
- Les Contes de Grimm : ? ( ? ) (épisode Les Musiciens de Brême)
- 2019-2022 : Blinded (sv) : Otto Rehnskiöld (Claes Månsson) (10 épisodes)

#### Séries d'animation
- 2002 : He-Man and the Masters of the Universe : Duncan, le Maître d'armes
- depuis 2004 : Peppa Pig : Papa Pig
- 2016-2018 : Star Wars Rebels : Grand Amiral Thrawn (voix principale[note 1])
- One Piece : Patty, Ipon-Matsu, Fujitora (2e voix, à partir de l'épisode 717)
- 2019 : La Vallée des Moomins : le Rat masqué
- 2019 : Cannon Busters (en) : le roi Bulgher